# Ironton (hrabstwo Sauk)
Ironton – wieś w Stanach Zjednoczonych, w stanie Wisconsin, w hrabstwie Sauk.